# Változó költség
Változó költségnek (variable cost) hívja a mikroökonómiai termeléselmélet és a vállalatgazdaságtan egy vállalat azon költségeit, amelyek függnek a kibocsátástól. A változó költségek és a kibocsátástól független állandó (fix) költségek összege adja a vállalat összköltségét. A változó költségek jele lehet VC, Cv, vagy Kv.
Attól függően, hogy a kibocsátás növekedése hogyan hat a költségek alakulására, a változó költségeknek négy típusa különíthető el. Ezeket az alábbi táblázat tartalmazza.
|                                  | A kibocsátás növekedésével a költség… |
| Proporcionális (arányos) költség | konstans értékkel nő (r=1)            |
| Progresszív költség              | növekvő ütemben nő (r>1)              |
| Degresszív költség               | csökkenő ütemben nő (r<1)             |
| Regresszív költség               | csökken (r<0)                         |

Az önköltségszámítás során a vállalatok – az egyszerűség kedvéért, különböző arányosítási módszerek segítségével – valamennyi változó költségüket proporcionálissá „alakítják”, és így veszik számításba. Leggyakrabban költségváltozási tényező (más néven reagálási fok, jele: r) segítségével történik a nemlineáris változó költségek proporcionális és fix költség közti megosztása, ezt a folyamatot nevezik költség redukálásnak. Az ilyen módon megállapított változó költséget nevezik redukált proporcionális költségnek.
Az árbevétel és az összes változó költség különbsége a fedezet.
Egy „átlagos” kibocsátott jószágegység változó költségét átlagos változó költségnek vagy fajlagos változó költségnek nevezzük, és AVC-vel vagy kv-vel jelöljük. Ez az összes változó költség és a kibocsátás hányadosaként számítható: